# Grantham (Carolina del Norte)
Grantham es una pequeña área no incorporada ubicada del condado de Wayne  en el estado estadounidense de Carolina del Norte. 